# عبد الله الزهراوي
عبد الله الزهراوي (1950 - 12 سبتمبر 2020)، هو مغني بتمازيغت، كاتب وملحن مغربي، يُعتبر أحد رواد الفن الأطلسي الأمازيغي المغربي، عاش مسارا فنيا مع مجموعة بناصر أوخويا، قبل أن يؤسس مجموعة حادة أوعكي التي ارتبط بها منذ سنة 1981. تعامل خلال هذا المسار مع عدد من شركات الإنتاج الفني التي سجلت له جل اغاني المجموعة والتي عرفت انتشارا كبيرا في ازيد من 450 أغنية.كما قام باحياء سهرات فنية كبرى سواء بالمهرجانات أو المسارح أوالتلفزة إضافة إلى مشاركاته في عروض بعدد من دول العالم صحبة ايقونة الطرب الامازيغي حادة وعكي.

## حياته
وُلد الزهراوي سنة 1950، من والده محمد بن محمد وعائشة بنت محمد، في دوار آيت سيدي حساين، بدائرة مولاي ادريس زرهون، التي تُوجد اليوم ضمن النفوذ الترابي لقيادة سيدي عبد الله الخياط.

## وفاته
توفي يوم السبت 12 شتنبر 2020، عن سن يناهز 70 عاماً.

## كُتب عنه
يقول عبد المالك حمزاوي، صاحب كتاب "Les Inoubliables"، الصادر سنة 2019، إنه من الناحية الفنية لا يمكن الحديث عن حادة أُوعكي دون استحضار الزهراوي والعكس كذلك.وأضاف حمزاوي، في الكتاب الذي يتضمن سيراً ذاتية حول رواد الفن الأمازيغي في الأطلس، أن «الزهراوي هو من أعطى دفعةً جديدةً للديفا حادة أُوعكي كفنانة مستقلة بعد أن تحررت من تبعية مُعلمها الفنان الكبير بناصر أوخويا، وبفضل ذكائه أصبحت أوعكي ذات شهرة كبيرة».